# Distrito electoral de Pinckneyville n.º 7
Pinckneyville No. 7 (en inglés: Pinckneyville No. 7 Precinct) es un distrito electoral ubicado en el condado de Perry en el estado estadounidense de Illinois. En el Censo de 2010 tenía una población de 3060 habitantes y una densidad poblacional de 81,59 personas por km².

## Geografía
Según la Oficina del Censo de los Estados Unidos, tiene una superficie total de 37.51 km², de la cual 37.37 km² corresponden a tierra firme y (0.37%) 0.14 km² es agua.

## Demografía
Según el censo de 2010, había 3060 personas residiendo en Pinckneyville n.º 7. La densidad de población era de 81,59 hab./km². De los 3060 habitantes, Pinckneyville n.º 7 estaba compuesto por el 42.78% blancos, el 45.75% eran afroamericanos, el 0.29% eran amerindios, el 0.23% eran asiáticos, el 0.03% eran isleños del Pacífico, el 10.56% eran de otras razas y el 0.36% pertenecían a dos o más razas. Del total de la población el 11.6% eran hispanos o latinos de cualquier raza.